# Aeropuerto Internacional Ivato
El Aeropuerto Internacional Ivato (IATA: TNR, OACI: FMMI) es un aeropuerto ubicado en Antananarivo, capital de Madagascar.

## Ampliación del aeropuerto
El Aeropuerto Internacional Ivato recibirá importantes mejoras hasta 2020, con el objetivo de poder acoger al Airbus A380. Una nueva terminal capaz de acoger a 2.500 pasajeros, una segunda pista, tres puestos, y un aparcamiento serán construidos. La pista principal será ampliada en quinientos metros antes de noviembre de 2011.
Desde 2021 el aeropuerto tiene una nueva terminal internacional que puede recibir el Airbus A380. Podemos disfrutar del Parking ; de las 3 pasarelas telescópicas; de las tiendas duty free y del wifi gratis en este aeropuerto.

## Aerolíneas y destinos
| Países     | Ciudades         | Aeropuertos                                                     | Aerolíneas                      |
|            | África           | África                                                          | África                          |
| ---------- | ---------------- | --------------------------------------------------------------- | ------------------------------- |
| Comoras    | Anjouan          | Aeropuerto de Anjouan-Ouani                                     | Comores Aviation                |
| Comoras    | Moroni           | Aeropuerto Internacional Príncipe Said Ibrahim                  | Comores Aviation                |
| Etiopía    | Adís Abeba       | Aeropuerto Internacional Bole                                   | Ethiopian Airlines              |
| Kenia      | Nairobi          | Aeropuerto Internacional Jomo Kenyatta                          | Kenya Airways                   |
| Madagascar | Antananarivo     | Aeropuerto Internacional Ivato                                  | Madagascar Airlines             |
| Madagascar | Antsiranana      | Aeropuerto de Antsiranana                                       | Madagascar Airlines             |
| Madagascar | Isla Santa María | Aeropuerto de Santa Maria                                       | Madagascar Airlines             |
| Madagascar | Mahajanga        | Aeropuerto de Majahanga                                         | Madagascar Airlines             |
| Madagascar | Maroentsetra     | Aeropuerto de Maroanstsetra                                     | Madagascar Airlines             |
| Madagascar | Morondava        | Aeropuerto de Morondava                                         | Madagascar Airlines             |
| Madagascar | Nosy Be          | Aeropuerto Fascene                                              | Madagascar Airlines             |
| Madagascar | Sambava          | Aeropuerto de Sambava                                           | Madagascar Airlines             |
| Madagascar | Tôlanaro         | Aeropuerto de Tôlanaro                                          | Madagascar Airlines             |
| Madagascar | Toamasina        | Aeropuerto de Toamasina                                         | Madagascar Airlines             |
| Madagascar | Toliara          | Aeropuerto de Toliara                                           | Madagascar Airlines             |
| Mauricio   | Puerto Louis     | Aeropuerto Internacional Sir Seewoosagur Ramgoolam              | Air Mauritius                   |
| Reunión    | Saint-Denis      | Aeropuerto de Saint Denis-Roland Garros                         | Air Austral                     |
| Reunión    | Saint-Denis      | Aeropuerto de Saint Denis-Roland Garros                         | Corsair International           |
| Seychelles | Victoria         | Aeropuerto Internacional de Seychelles                          | Air Seychelles (estacional)     |
| Sudáfrica  | Johannesburgo    | Aeropuerto Internacional de Johannesburgo-Oliver Reginald Tambo | Airlink                         |
| Turquía    | Estambul         | Aeropuerto de Estambul                                          | Turkish Airlines (vía MRU)      |
|            | Europa           |                                                                 |                                 |
| Francia    | París            | Aeropuerto de París-Charles de Gaulle                           | Air France                      |
| Francia    | París            | Aeropuerto de París-Orly                                        | Corsair International (vía RUN) |